# Drahňov
Drahňov (hongrois : Deregnyő) est un village de Slovaquie situé dans la région de Košice.

## Histoire
La première mention écrite du village date de 1315.
La localité fut annexée par la Hongrie après le premier arbitrage de Vienne le 2 novembre 1938. En 1938, on comptait 1020 habitants dont 64 d'origines juives. Elle faisait partie du district de Veľké Kapušany (hongrois : Nagykaposi járás). Le nom de la localité avant la Seconde Guerre mondiale était Drahňov/Deregnyő. Durant la période 1938 - 1945, le nom hongrois Deregnyő était d'usage. À la libération, la commune a été réintégrée dans la Tchécoslovaquie reconstituée.

## Démographie

### Évolution de la population
| Année:               | 1994. | 2004.    | 2014.    | 2024.    |
| -------------------- | ----- | -------- | -------- | -------- |
| Nombre de personnes: | 992   | 1180     | 1426     | 1692     |
| Différence:          |       | +18,95 % | +20,84 % | +18,65 % |

| Année:               | 2023. | 2024.   |
| -------------------- | ----- | ------- |
| Nombre de personnes: | 1676  | 1692    |
| Différence:          |       | +0,95 % |

## Politique
| Nom            | Parti politique      | Date de l'élection | Fin du mandat |
| -------------- | -------------------- | ------------------ | ------------- |
| Tibor Jasovský | Candidat indépendant | 02.12.2006         | Déc. 2010     |